# Пирофосфат платины(IV)
Пирофосфат платины(IV) — неорганическое соединение, 
соль металла платины и пирофосфорной кислоты с формулой PtP2O7,
желтовато-зелёные кристаллы,
не растворяется в воде.

## Физические свойства
Пирофосфат платины(IV) образует желтовато-зелёные кристаллы,
весьма слабо растворяется в воде.